# Washington Army National Guard
La Washington  Army National Guard è una componente della Riserva militare della Washington  National Guard, inquadrata sotto la U.S. National Guard. Il suo quartier generale è situato presso la città di Tacoma.

## Organizzazione
Attualmente, al 2024, sono attivi i seguenti reparti :

### Joint Forces Headquarters
- JFHQ, Army Element
- Medical Detachment
- Recruiting & Retention Battalion
- 10th Civil Support Team (WMD) - Camp Murray

### 96th Aviation Troop Command
- Headquarters & Headquarters Company - Gray AAF
- Aviation Support Facility #1 - Gray Army Airfield, Joint Base Lewis-McChord
- Aviation Support Facility #2 - Fairchild Air Force Base, Spokane
- 1st Battalion, 168th Aviation Regiment (General Support) - Sotto il controllo operativo della Expeditionary Combat Aviation Brigade, 40th Infantry Division, California Army National Guard
  -  Headquarters & Headquarters Company (-) - Gray AAF
  - Company A (CAC) - Idaho Army National Guard
  -  Company B (Heavy Lift) (-) - Gray AAF - Equipaggiata con 6 CH-47D 
  - Company C (-) - Wisconsin Army National Guard
    - Detachment 2  - Gray AAF - Equipaggiato con 2 HH-60L 

  -  Company D (-) (AVUM) - Gray AAF
  -  Company E (-) (Forward Support) - Gray AAF
  - Company F (ATS) - Arizona Army National Guard
  - Company G (MEDEVAC) (-) - New Mexico Army National Guard
- Company C, 1st Battalion, 140th Aviation Regiment (Assault Helicopter) - Gray AAF - Equipaggiata con 10 UH-60L 
  - Detachment 1, Headquarters & Headquarters Company, 1st Battalion, 140th Aviation Regiment (Assault Helicopter) - Gray AAF
  - Detachment 1, Company D (AVUM), 1st Battalion, 140th Aviation Regiment (Assault Helicopter) - Gray AAF
  - Detachment 1, Company E (Forward Support), 1st Battalion, 140th Aviation Regiment (Assault Helicopter) - Gray AAF
- Company C (-), 1st Battalion, 112th Aviation Regiment - Gray AAF - Equipaggiata con 4 UH-72A
- Detachment 7, Company A, 2nd Battalion, 245th Aviation Regiment (Fixed Wings) - Fairchild Air Force Base - Equipaggiato con 1 C-12V
- Detachment 51, Operational Support Airlift Command - Gray AAF
- Detachment 1, Company B (AVIM), 351st Aviation Support Battalion - Gray AAF

### 81st Stryker Brigade Combat Team
- Headquarters & Headquarters Company - Seattle
- 1st Battalion, 161st Infantry Regiment
  -  Headquarters & Headquarters Company (-) - Spokane
    - Detachment 1 - Richland

  -  Company A (-) - Yakima Training Center
    - Detachment 1 - Wenatchee

  -  Company B (-) - Richland
    - Detachment 1 - Walla Walla

  -  Company C (-) - Spokane
    - Detachment 1 - Geiger Field
- 1st Battalion, 185th Infantry Regiment - California Army National Guard
- 3rd Battalion, 161st Infantry Regiment
  -  Headquarters & Headquarters Company - Kent
  -  Company A (-) - Anacortes
    - Detachment 1 - Redmond

  -  Company B - Kent
  -  Company C (-) - Bremerton
    - Detachment 1 - Port Orchard
- 1st Squadron, 82nd Cavalry Regiment - Oregon Army National Guard
- 2nd Battalion, 146th Field Artillery Regiment
  -  Headquarters & Headquarters Battery (-) - Turnwater
    - Detachment 1 - Moses Lake
    - Detachment 2 -
    - Detachment 3 - California Army National Guard

  -   Battery A (-) - Turnwater
    - Detachment 1 - Moses Lake

  -   Battery B - Turnwater
  -   Battery C - Turnwater
- 898th Brigade Engineer Battalion
  -   Headquarters & Headquarters Company - Marysville
  -    Company A - Vancouver
  -    Company B - Yakima Training Center
  -    Company C (Signal) - Marysville
  -    Company D (-) (Military Intelligence) - Camp Murray
    - Detachment 1 - Yakima Training Center
- 181st Brigade Support Battalion
  -  Headquarters & Headquarters Company - Seattle
  -  Company A (DISTRO) - Seattle
  -  Company B (Maint) - Seattle
  -  Company C (MED) - Seattle
  - Company D (Forward Support) - Oregon Army National Guard
  -  Company E (-) (Forward Support) (Aggregato al 898th Brigade Engineer Battalion) - Marysville
    - Detachment 1 - Yakima Training Center
    - Detachment 2 - Vancouver

  -  Company F (Forward Support) (Aggregato al 2nd Battalion, 146th Field Artillery Regiment) - Turnwater
  -  Company G (-) (Forward Support) (Aggregato al 1st Battalion, 161st Infantry Regiment) - Ephrata
    - Detachment 1 - Yakima Training Center

  - Company H (Forward Support) - California Army National Guard
  -  Company I (Forward Support) (Aggregato al 3rd Battalion, 161st Infantry Regiment) - Kent

### 96th Troop Command
- Headquarters & Headquarters Company - Seattle
- 741st Ordnance Battalion
  - Headquarters & Headquarters Detachment - Bremerton
  -  176th Engineers Company (Vertical Construction) (-) - Snohomish
    - Detachment 1 - Yakima

  -  319th Explosive Ordnance Disposal Company - Pasco
  - 506th Military Police Detachment (Law & Order) - Camp Murray
- 420th Chemical Battalion
  - Headquarters & Headquarters Detachment - Yakima
  -  792nd Chemical Company (-) (Heavy) - Grandview
    - Detachment 1 - Fairchild Air Force Base
    - Detachment 2 - Yakima

  -  1041st Transportation Company (-) (Light-Medium Truck Cargo) - Fairchild Air Force Base
    - Detachment 1 - Camp Murray

  - 540th Chemical Detachment (Service Organization) - Yakima

- 122nd Theater Public Affairs Support Element	- Joint Base Lewis-McChord
- 133rd Army Band - Camp Murray
- 141st Military History Detachment - Joint Base Lewis-McChord
- 144th Digital Liaison Team - Geiger Field
- 1161st Rigger Detachment - Joint Base Lewis-McChord
- 1244th Judge Advocate Trial Defense Team - Camp Murray
- 1st Squadron, 303rd Cavalry Regiment - Sotto il controllo operativo della 41st Infantry Brigade Combat Team, Oregon Army National Guard
  -  Headquarters & Headquarters Troop - Centralia
  -  Troop A - Montesano
  -  Troop B - Longview
  -  Troop C - Centralia
  -  Company D (Forward Support), 141st Brigade Support Battalion - Montesano

### 56th Theater Information Operations Group[2]
- Headquarters & Headquarters Company - Camp Murray
- 156th Information Operations Battalion
  -  Headquarters & Headquarters Company - Camp Murray
  -  Company A - Camp Murray
  -  Company B - Camp Murray
- 110th Information Operations Battalion - Maryland Army National Guard
- 341st Military Intelligence Battalion (Linguist)
  -  Headquarters & Headquarters Company (-) - Port Orchard
  -  Company A (-) - Fairchild Air Force Base
    - Detachment 1 - Camp Murray
    - Detachment 2 - Camp Murray

  -  Company B - Camp Murray
  - Company C, Illinois Army National Guard
  -  Company D - Camp Murray
- Company A, 1st Battalion, 19th Special Forces Group - Buckley 
  - Detachment 1, Support Company, 1st Battalion, 19th Special Forces Group - Buckley
- SOD-P, Special Operations Detachment Pacific - Buckley

### 205th Regiment, Regional Training Institute
- 1st Battalion - Yakima
- 2nd Battalion - Redmond